# Fazekas Lajos (rendőrkapitány)
Fazekas Lajos József Károly (Kecskemét, 1913. október 31. – Kecskemét, 1998. november 17.) rendőr, őrnagy, rendőrkapitány.

## Életpályája
Szülei: Fazekas Lajos és Száva Rózsa voltak. Érettségit követően önkéntes katonának állt, majd a jogakadémia hallgatója volt. A bíróságon dolgozott írnokként. A második világháború alatt a kolozsvári egyetemen tanult. 1944-ben ismét katonának hívták. A második világháború végét Csehországban élte meg. 1945 őszén tért haza Ukrajnán keresztül. Kecskeméten rendőr lett; eleinte a Bács megyei Rendőrfőkapitányság, majd a gyöngyösi és ceglédi kapitányság vezetője volt. 1949-ben került Csanád megyébe. 1950-től a makói városi és járási rendőrkapitányság vezetője volt 1956. november 4-ig. Belépett az MSZDP-be, majd később az MDP tagja lett. Makón, a Teleki László utcai rendőrség épületében lakott családjával. 1956 novemberében családjával együtt visszament Kecskemétre. 1957. január 17-én este visszahozták Makóra. Tíz napig volt őrizetben. Mikor kiengedték, a makói Bérpalota környékén pisztollyal hátulról leütötték, összerugdosták, így négy bordája eltört. Sonkodi Sándor főorvos bevitte Szegedre, ahol egy hónapig lábadozott. Eltávolították a rendőrség szolgálatából. 1958. január 18-án újból elvitték. Szegeden fogvatartották, ahol elsőfokon öt évre, másodfokon egy év felfüggesztettre ítélték. Mivel előzetesben már ült, azonnal szabadlábra helyezték.

## Családja
1938-ban házasodott meg, felesége Szendrői Jozefa (1922–1992) volt. Fia, Fazekas Lajos (1939-) filmrendező.
2007. október 23-án emléktáblát avattak Makón tiszteletére.

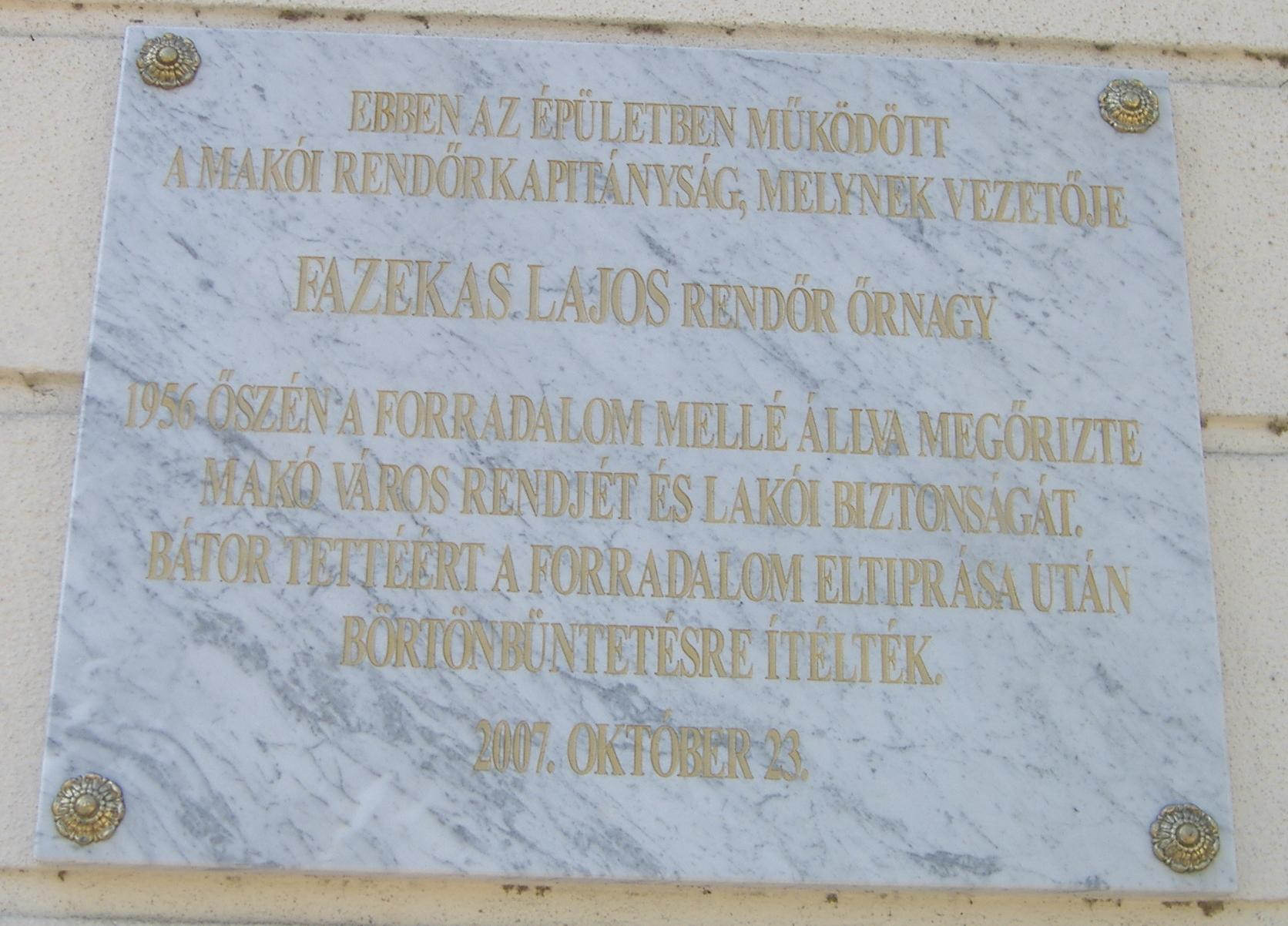
Fazekas Lajos rendőrkapitány, '56-os hős emléktáblája Makón a régi rendőrség falán

## Díjai
- Makó város díszpolgára (1994)